# Silent Hill
Denna artikel handlar om spelserien. För spelet från 1999, se Silent Hill (spel).
För filmerna, se Silent Hill (film) och Silent Hill Revelation 3D.
Silent Hill (サイレントヒル Sairento Hiru?) är en TV-spelsserie i genren survival horror, utvecklat och publicerat av det japanska spelföretaget Konami. De fyra första spelen i serien (Silent Hill, Silent Hill 2, Silent Hill 3, Silent Hill 4: The Room) är skapade av Team Silent som numera har lämnat serien för att arbeta med andra projekt. Ytterligare två titlar, Silent Hill: Origins av Climax Studios och Silent Hill: Homecoming av Double Helix games har också gjorts men då av amerikanska företag. Det finns också serietidningar, böcker och ljuddraman baserade på spelen. En filminspelning av det första spelet gjordes 2006 regisserad av Christophe Gans.

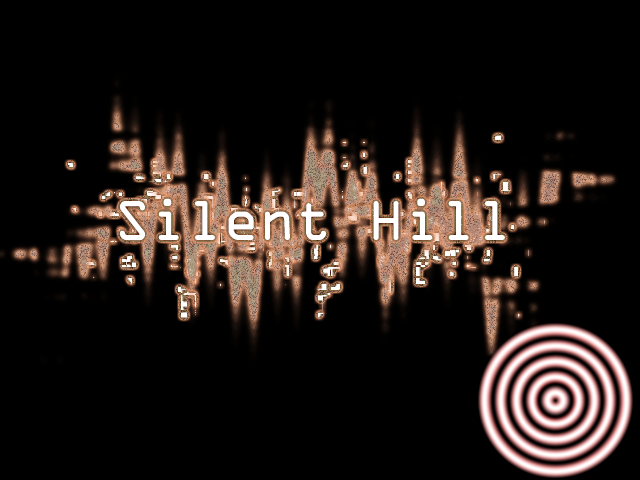
Silent Hill

De tre första spelen har bidragit till en stark försäljning  och massiv popularitet. I samband med releasen av Silent Hill 4: The Room har försäljningen och populariteten hos serien långsamt avtagit.
Spelen är kända för sina komplexa, gripande handlingar som ofta kräver djup insikt och engagemang för att förstå. Varje spel artar sig som en film med flera möjliga slut; de val som spelaren gör under spelets gång avgör vilket slut som visar sig. Spelen är också kända för sina detaljerade och rysliga omgivningar och obehagliga soundtrack av kompositören Akira Yamaoka.

## Miljö
Staden Silent Hill är en turistort som besitter en spirituell kraft som indianerna ansåg förr vara en helig plats. Då en fanatisk kult senare började utöva en satanistisk tro i området blev kraften mer och mer influerad av kultens religion. Under händelserna i första spelet aktiverades kraften till att flytta på tid och rum i vår värld och under olika omständigheter förändrar staden till en bokstavligt talat levande mardröm (kallad Otherworld). 
Eftersom stadens kraft kan anta olika former, såsom att allt är täckt av dimma, mörker eller The Otherworld, så har detta lett till många missförstånd  bland fans, och den populäraste uppfattningen är att spelen handlar om parallella dimensioner (vilket är inkorrekt).
I dessa olika former stöter spelaren på demoniska och missbildade monster som strövar omkring på gator och i byggnader (de förekommer i större antal i Otherworld).
Vid specifika tillfällen kastar kraften runt verkligheten helt och hållet och blir då en lokal sammanflätning mellan byggnader och platser kallad "Nowhere (Ingenstans).
Stadens anblick och uppträdande är manifesterat av rollfigurernas personliga farhågor, dock inte nödvändigtvis protagonistens. Dessa manifestationer kan delas karaktärer emellan, eller bara uppenbara sig exklusivt för en enda. 
Eftersom "team silent" inte längre är inblandade i skapandet av de spel utkomna efter det fjärde, har Konami återupprepade gånger publicerat falska uppgifter om spelets handling som motsäger de uppgifter som de fyra första spelen innehåller.
Det bästa sättet för spelaren att få en korrekt uppfattning om handlingen är att spela spelen från början till det fjärde och bortse från vad Konami har publicerat som "kanon". Många falska teorier kan lätt undvikas bara genom att gå efter kultens motivering till det de gör under spelens gång.
Geografiskt sett är Silent Hill beläget vid ena sidan av sjön Toluca Lake. De äldre delarna av staden är belägna i norra delen och längs en angränsande flod. Till följd av en stark kommersiell utveckling är staden relativt självförsörjande; det finns en grundskola, ett shoppingcenter, en kyrka, två separata sjukhus (Alchemilla Hospital i Paleville och Brookhaven Hospital i South Vale), ett sanatorium samt andra affärer och lokala attraktioner. Gamla Silent Hill och Paleville har stora bostadsområden med både lägenheter och villor, likväl som flera motell och det stora Lakeview Hotel. I strandområdet i Paleville finns även nöjesparken Lakeside Amusement Park.

## Huvudserien

### Silent Hill(1999)
Det första spelet handlar om Harry Mason som åker till Silent Hill på semester med sin dotter Cheryl. På vägen dit kliver plötsligt någon fram på vägen, Harry bromsar och bilen glider av vägen. När Harry vaknar upp upptäcker han att Cheryl är försvunnen och han börjar söka efter henne på de dimmiga gatorna.

### Silent Hill 2(2001)
James Sunderlands fru dog för tre år sedan. Trots detta får han ett brev från henne. I brevet står det att hon väntar på honom i den dimmiga och vackra staden Silent Hill. James åker dit i hopp att träffa henne igen men har ingen aning om vad som väntar.

### Silent Hill 3(2003)
Silent Hill 3 är den kronologiska uppföljaren till det första Silent Hill-spelet. Handlingen tar sin början då tonårsflickan Heather handlar i ett shoppingcenter och det plötsligt sänker sig en märklig tystnad över centret, varpå det förvandlas till den groteska variant av världen som de tidigare spelen illustrerat. Heather finner en pistol och med den tätt intill sig, redo att skjuta vadhelst som attackerar henne, bestämmer hon sig för att ta reda på vad det är som håller på att hända.

### Silent Hill 4: The Room(2004)
Henry Townshend bor i lägenhet 302. Sedan ett tag tillbaka har han börjat få samma dröm natt efter natt. En dag när han vaknat upptäcker han att han är inlåst i sin egen lägenhet. Någon har kedjat dörren från insidan så att han inte kan ta sig ut och fönstren går varken att öppna eller krossa.
Henry upptäcker ett mystiskt hål i en vägg. Han börjar sakta kravla sig in till en konstig och grotesk mardrömsvärld.

### Silent Hill: Origins(2007)
Silent Hill: Origins utvecklat av Climax Group, släpptes 2007 till Sony PlayStation Portable och 2008 till Playstation 2. Handlingen rör sig kring lastbilschauffören Travis Grady med ett dåligt förflutet som fastnar i Silent Hill efter att ha räddat en liten flicka från ett brinnande hus. Under sin färd träffar han på karaktärer från det första spelet samt en hel del nya.

### Silent Hill: Homecoming(2008)
Silent Hill: Homecoming gick inledningsvis under namnet "Shadows of the Past", men ändrades under utvecklingen av tillverkarna Double Helix Games. Spelet finns tillgängligt för PC, Playstation 3 och Xbox 360. Handlingen utgår från huvudkaraktären Alex Shepard, en krigsveteran som efter flera år kommer hem ifrån kriget. Hans liv har förändrats på många sätt sedan han senast träffade sin familj. När han kommer hem uppdagas det att hans pappa och bror är försvunna och hans mamma befinner sig i ett katatoniskt tillstånd.

### Silent Hill: Shattered Memories(2009)
Silent Hill: Shattered Memories är en "alternativ version" av det första Silent Hill-spelet, utvecklat av Climax Group som inspirerats främst av Silent Hill-filmen. Spelet finns tillgängligt på Nintendo Wii, PlayStation 2 och PlayStation Portable. Handlingen börjar, ungefär som i första spelet, med att Harry Mason råkar ut för en bilolycka tillsammans med sin dotter Cheryl. Cheryl försvinner spårlöst ifrån olycksplatsen och Harry måste ge sig ut i snöstormen för att leta reda på henne.

### Silent Hill: Downpour (2012)
Silent Hill: Downpour släpptes till PS3 och Xbox 360 den 13 mars 2012. Spelet handlar om karaktären Murphy Pendleton, en kriminell som kommer till Silent Hill efter att transporten till fängelset kört av vägen.

### Silent Hill: HD Collection (2012)
Silent Hill HD Collection är en HD nysläpp Silent Hill 2 och Silent Hill 3 för PlayStation 3 och Xbox 360. Spelen har nya röstskådespelare och en stor del problem med grafik- och ljudbuggar över bägge spelen.

### Silent Hill: Book of Memories (2012)
Silent Hill: Book of Memories, släpptes oktober 2012 till PlayStation Vita.

### Silent Hill 2 Remake (2024)
Huvudartikel: Silent Hill 2 Remake
Silent Hill 2 Remake är en remake av originalet från 2001, släppt till Playstation 5 och Microsoft Windows den 8 oktober 2024.

### Silent Hill f(kommande)
Huvudartikel: Silent Hill f
Det första spelet i serien på över 10 år. Utspelar sig i Japan på 60-talet och planeras släppa till Playstation 5, Xbox Series X/S och Microsoft Windows.

## Spin-off-titlar och marknadsföring

### Silent Hill: Play Novel(2001)
Silent Hill: Play Novel släpptes i Japan 2001 till Game Boy Advance och har aldrig släppts utanför eller på ett annat språk. Spelet går ut på att spela första spelet ur en annan synvinkel och lära sig mer om handlingen. Play Novel är ett textbaserat spel där spelaren tar sig igenom staden genom att svara på frågor till exempel vilket håll man ska gå och om hur man ska lösa olika pussel och gåtor.

### P.T.(2014)
Under Sony Computer Entertainment's presentation på Gamescon 2014 släpptes ett demo betitlat P.T. (Playable Teaser) på Playstation Store för Playstation 4. När demot spelats igenom visade det sig vara ett smakprov på ett nytt spel i serien kallat Silent Hills utvecklat av Kojima Productions och ett samarbete mellan Hideo Kojima och regissören Guillermo del Toro med skådespelaren Norman Reedus i en av rollerna.
I april 2015 meddelade Sony att Silent Hills-produktionen avbrutits då flera av de involverade hoppat av.

## Filmatiseringar
2006 släpptes en filmatisering av det första spelet (med element ur de andra spelen), regisserad av Christophe Gans.
2006 Silent Hill Experience släpptes 2006 dokumänter som släpptes formatet UMD.
2012 släpptes en ny filmatisering av Silent Hill, uppföljaren Silent Hill: Revelation 3D, regisserad av Micheal J. Basset.